# جيم فوستر (مدرب كرة سلة)
جيم فوستر (بالإنجليزية: Jim Foster)‏ هو مدرب كرة سلة أمريكي، ولد في 16 أكتوبر 1948 في بلدة أبينغتون ‏ في الولايات المتحدة.

## روابط خارجية
- جيم فوستر على موقع قاعة مشاهير كرة السلة للسيدات (الإنجليزية)